# Vizaknai Gergely
Vízaknai Gergely (egyéb forrásokban Wizaknai, Wizaknay, Vizaknay) református tanár, lelkész, bibliafordító.

## Életútja
Valószinűleg Vízaknán született. Hazai tanulmányainak befejeztével külföldre ment, és 1540 októberében a wittenbergi egyetemre iratkozott be. 1545-ben kolozsvári iskolamester lett, és itt 1552 végén betegsége miatt Dávid Ferenc helyettesítette. Többi sorsáról bizonyos adat nincs, de állítólag lelkészséget is viselt Kolozsvárt. Egyik társa volt Heltai Gáspárnak a Biblia lefordításában. A fordítás nem terjedt el, amelynek oka Heltai folyamatos pálfordulásai voltak. Heltai először evangélikus, aztán református vallású lett, végül áttért az unitárius hitre, amit viszont más protestáns felekezetek is üldöztek, így az emberek nem szívesen olvasták, egy számukra köpönyegforgatónak ható ember munkáját.
Munkái: 
- A Szentháromságról, a teremtésről es az angyalokol valo szep tudomany magyar nyelven irattatot az tudos es istenfelo Wizacknai Gergely altal Colosuarba, 1558
- Az Keresztyeni Tudomannak eg nehány fö Articúlusirol valo konyueczke az eggügü Keresztieneknek eppületekre. Sicz, M.DXCIII (kétségtelenül egy régibb, gyaníthatólag kolozsvári, most ismeretlen kiadás utánnyomata)

Kéziratban fennmaradt egy bibliai tárgyú munkája.